# Los viajes de Clovis Dardentor
"Clovis Dardentor" o "Los viajes de Clovis Dardentor" es una novela del escritor  francés Jules Verne  aparecida de manera seriada en la "Magazine de ilustración y recreo" ("Magasin d’Education et de Récréation") desde el 1 de julio hasta el 15 de diciembre de 1896, y como libro en un solo tomo de dos volúmenes junto a "Ante la bandera" el 30 de noviembre de ese mismo año.
Dos soldados franceses observan con atención a un extraño personaje, Clovis Dardentor, durante un viaje por el Mar Mediterráneo, a la vez que con asombro observan cómo otro viajero un tanto tonto se va a casar con una linda jovencita.

## Personajes
- Clovis Dardentor.
- Jean Taconnat.
- Marcel Lornans.
- Louise Elissane.
- Agathocle Désirandelle.
- Sr. Désirandelle.
- Sra. Désirandelle.

## Resumen
Los primos Jean Taconnat y Marcel Lornans viajan por barco desde Sète (Francia) hasta Orán (Argelia) para unirse a un regimiento francés. En el barco, hacen amistad con Clovis Dardentor, quien viaja con los Désirandelle para verificar el matrimonio del distraído Agathocle con la hermosa y refinada Louisea Elissane. Rápidamente, Jean observa que Clovis no tiene heredero, y considera un desperdicio que la fortuna del estrafalario Clovis pueda caer en manos del insoportable Agathocle. A la par, ya en suelo africano, Marcel piensa que sería una lastima que la hermosa Louise pudiera terminar sus días con ese joven que sólo piensa en comer. Así, los primos inician sus respectivos planes: uno, conquistando a la dama; y el otro, buscando la oportunidad de salvar la vida de Clovis para que éste lo adopte legalmente, cosa que se ve muy difícil, pues Clovis es una persona muy fuerte y goza de estupenda salud. Finalmente, después de muchas aventuras, uno de los primos puede conseguir su propósito, para beneplácito del otro.

## Dedicatoria
Esta novela fue dedicada por Jules Verne a sus tres nietos.

## Temas vernianos tratados

### El Excéntrico
Prácticamente cada novela de Jules Verne, aparece por lo menos un personaje que puede catalogarse como excéntrico, de hecho existe una novela El testamento de un excéntrico donde se amplia este tema, el personaje de Clovis Dardentor, con costumbres muy claras entre las que destacan el constantemente llegar tarde y provocarse accidentes, pueden ser un claro ejemplo.

### La pareja perfecta
A pesar de que en la bibliografía de Verne, figuran los hombres aventureros que parece que les estorba la mujer, en más de una ocasión aparecen tiernos romances para condimentar la historia(Un billete de lotería, El archipiélago en llamas, Matías Sandorf) aquí uno de los primos Jean Taconnat y Marcel Lornans tendrá como premio un feliz matrimonio.

### Geografía
A este viaje extraordinario le corresponde la exploración del mediterráneo y el África del Norte, otra novela que tiene como escenario esa zona es La invasión del mar

## Capítulos
I En el que el personaje principal de esta historia aún no es conocido por el lector.
II En el que el personaje principal de esta historia ya es finalmente conocido por el lector.
III En el que el simpático héroe de esta historia comienza a ponerse en primer plano.
IV En el que Clovis Dardentor dice cosas de las que Jean Taconnat piensa sacar provecho.
V En el que Patrice sigue advirtiendo que tal vez su amo peque de falta de distinción.
VI En el que los múltiples acontecimientos de esta historia siguen sucediéndose en la ciudad de Palma.
VII Durante el que Clovis Dardentor vuelve del Castillo de Bellver más rápido que a la ida.
VIII En el que la familia Désirandelle entra en contacto con la familia Elissane.
IX Durante el que se cumple el plazo sin resultado para Marcel Lornans ni para Jean Taconnat. 
X En el que se presenta una primera ocasión digna de consideración en el ferrocarril de Orán a Saida.
XI Que no es sino un capítulo preparatorio del siguiente. 
XII Durante el que la caravana parte de Saida y llega a Daya.
XIII En el que el agradecimiento y la decepción de Jean Taconnat se mezclan a partes iguales. 
XIV Durante el que la encantadora ciudad de Tlemcen no es visitada con la atención que merece. 
XV Durante el que una de las tres condiciones impuestas por el artículo 345 del código civil por fin es satisfecha.
XVI En el que un conveniente desenlace pone fin a esta novela a gusto de Clovis Dardentor.